# ペク・ジョンウォン

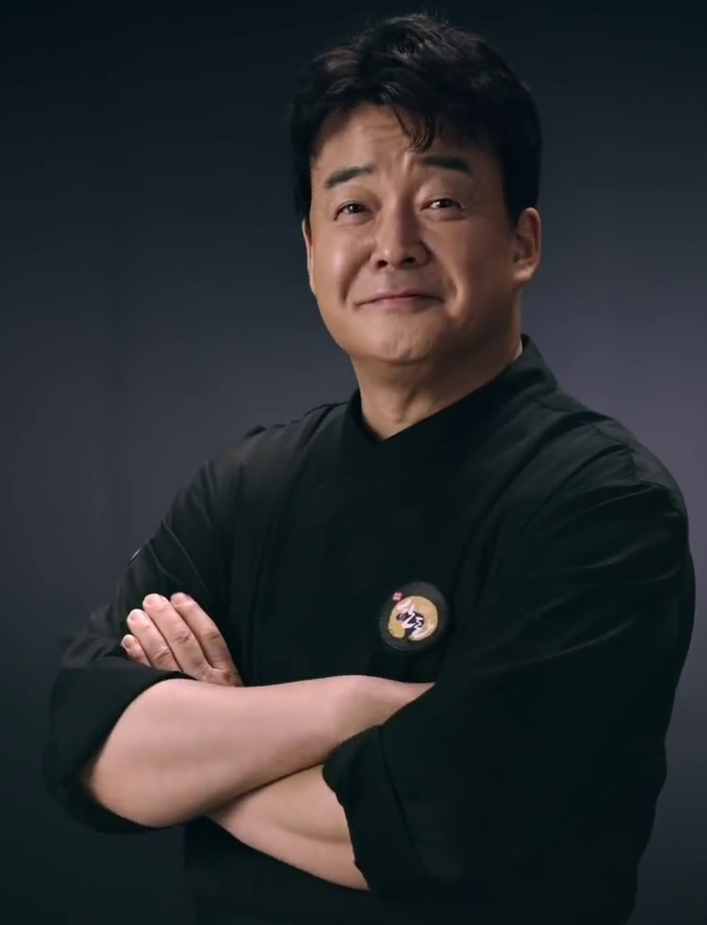
公式写真

ペク・ジョンウォン（白種元、백종원、1966年9月4日 - ）は、大韓民国の料理研究家、実業家、タレント、エッセイスト。(株)ドボンコリア代表取締役。礼徳学園理事長。東国大学校客員教授。忠清南道礼山郡出身。延世大学校社会福祉学科卒。

## 人物
本貫は水原白氏。祖父は礼山高等学校創設者のペク・チャンヒョン（白昌鉉）、父は教育者のペク・スンタク、配偶者は女優のソ・ユジン。
学生時代から飲食店を経営。外食フランチャイズで大成功を収め、テレビタレントとしても活躍する。
料理についての解説に定評があり、「ペク・ソルミョン（ソルミョン=説明、설명）」とあだ名されている。
現在日本で展開しているお店は、｢香港飯店0410｣と｢セマウル食堂｣。